# Sebastian Ringel
Sebastian Ringel (* 18. November 1976 in Großröhrsdorf) ist ein deutscher Autor.

## Leben und Werk
Ringel wuchs in der Oberlausitz auf und schloss seine schulische Bildung 1995 mit dem Abitur ab. Nach einem abgebrochenen Geschichtsstudium an der TU Dresden erfolgte eine Ausbildung zum Ergotherapeuten. Im Jahr 2002 erschien sein erster Roman Von der Monotonie des yeah, yeah, yeah im Radebeuler NOTschriften-Verlag, kurz darauf siedelte er nach Leipzig über. 2004 veröffentlichte Ringel mit Mein Hund der Fisch einen Band von Erzählungen und Gedichten. Inspiriert von einem einjährigen Aufenthalt in Australien veröffentlichte Ringel 2009 den Roman 5,8 Menschen. Seit 2007 ist er selbständig als Stadtführer in Leipzig tätig, 2015 erschien anlässlich des Leipziger Stadtjubiläums beim Verlag Edition Leipzig in deutscher und englischer Sprache Die ganze Welt im Kleinen. Leipziger Geschichten aus 1000 Jahren. 

## Schriften
- Von der Monotonie des yeah, yeah, yeah. NOTschriften-Verlag, Radebeul 2002, ISBN 978-3-933753-22-9.
- Mein Hund der Fisch. Kurzgeschichten und Zubehör. NOTschriften-Verlag, Radebeul  2004, ISBN 978-3-933753-53-3.
- 5,8 Menschen. NOTschriften-Verlag, Radebeul 2009, ISBN 978-3-940200-30-3, Plöttner Verlag, Leipzig 2010, ISBN 978-3-938442-81-4.
- Die ganze Welt im Kleinen. Leipziger Geschichten aus 1000 Jahren. Edition Leipzig, Leipzig 2015, ISBN 978-3-361-00699-7 (englisch unter dem Titel Leipzig! One thousand years of history, ISBN 978-3-361-00710-9).
- Wie Leipzigs Innenstadt verschwunden ist. 150 verlorene Bauten aus 150 Jahren. [Edition Überland, Kirsten Witte-Hofmann], Leipzig 2018, ISBN 978-3-948049-00-3.
- Glücksorte in Leipzig. Fahr hin und werd glücklich. Droste Verlag, Düsseldorf 2019, ISBN 978-3-7700-2086-7.
- Vom Wandel der Leipziger Vorstädte. 300 verlorene Bauten aus 160 Jahren. Edition Überland, Leipzig 2022, ISBN 978-3-948049-07-2.
- [als Kartograf]: Die Entwicklung Alt-Leipzigs von 1860–2021. Edition Überland, Leipzig 2022, ISBN 978-3-948049-12-6.
- Zeitreise Leipzig. Wandel einer Großstadt über Jahrhunderte. Passage-Verlag, Leipzig 2025, ISBN 978-3-95415-153-0.